# Ikituuri
Ikituuri est une tour situé dans le quartier de Nummi à Turku en Finlande.

## Présentation
Ikituuri est une tour résidentielle qui a été achevée en 2011 et appartient à la Fondation du village étudiant de Turku et propose des appartements pour étudiants dans le village étudiant de Turku (fi) du quartier Nummi. 
Le bâtiment est un point de repère visible en arrivant à Turku par l'Helsingintie.
Un concours d'architecte a été organisé et la proposition gagnante est celle de Pekka Mäki du cabinet d'architectes Sigge Oy.
Le bâtiment, composé d'une tour de forme ovale et d'une base à angles vifs, compte 12 étages, une hauteur de 43 mètres, 83 appartements et 120 places.
Construite comme un bâtiment à basse énergie, Ikituuri dispose, entre autres, d'un système de pompe à chaleur géothermique et de façades en cuivre. 
En raison de la proximité d'Helsinginkatu, les concepteurs ont également prêté attention au contrôle du bruit.
Ikituuri est situé dans la partie ouest du village étudiant de Turku, à proximité de la section Nummenranta et de l'église Sainte-Catherine de Turku. 
La terrain de la tour est délimitée au sud par le parc verte et la rue Helsinginkatu adjacent, à l'est par Pispalantie et l'aire de stationnement du Holiday Club Caribia (fi), ainsi qu'au au nord et à l'ouest par d'autres bâtiments résidentiels d'Ylioppilaskylä et Kairistenkaari.

## Accès
Les lignes de bus passant devant la tour sont: 36, 89, 50, 51, 53, 54, 220, P2, P1 et 74.